# Kanton Courseulles-sur-Mer
Courseulles-sur-Mer is een kanton van het Franse departement Calvados. Het kanton maakt deel uit van de arrondissementen  Bayeux (10) en Caen (11).

Het telt 28.416 inwoners in 2018.

Het kanton werd gevormd ingevolge het decreet van 17  februari 2014 met uitwerking op 22 maart 2015.

## Gemeenten
Het kanton Courseulles-sur-Mer omvat bij zijn oprichting 22 gemeenten.
Op 1 januari 2016 werden de gemeenten Anguerny et Colomby-sur-Thaon  samengevoegd tot de fusiegemeente (commune nouvelle) Colomby-Anguerny
Sindsdien omvat het kanton volgende 21  gemeenten: 
- Anisy
- Arromanches-les-Bains
- Asnelles
- Banville
- Basly
- Bazenville
- Bernières-sur-Mer
- Colomby-Anguerny
- Courseulles-sur-Mer
- Crépon
- Cresserons
- Douvres-la-Délivrande
- Graye-sur-Mer
- Langrune-sur-Mer
- Luc-sur-Mer
- Meuvaines
- Plumetot
- Saint-Aubin-sur-Mer
- Saint-Côme-de-Fresné
- Sainte-Croix-sur-Mer
- Ver-sur-Mer